# Атсу, Франк
Эдем Комлан Франк Атсу (фр. Edem Komlan Franck Atsou; 1 августа 1978, Ломе, Того) — тоголезский футболист, защитник.
Выступал за национальную сборную Того.

## Биография

### Клубная карьера
Начал профессиональную карьеру на родине в 1995 году в клубе «Этуаль Филант» из столице Того Ломе. В составе команды выступал на протяжении четырёх лет. В 1999 году перешёл в состав ганского «Асанте Котоко» из Кумаси. В составе команды выступал на протяжении трёх лет и вместе с клубом выиграл Кубок Ганы 2001, стал серебряным призёром чемпионата Ганы 2001 и дошёл до финала Кубка обладателей кубков КАФ 2002.
В 2002 году перешёл в ивуарийский «Африка Спорт» из Абиджана, где играл на протяжении двух лет. В сезоне 2003/04 подписал контракт с саудовским «Аль-Хилялем» из Эр-Рияда. В начале 2004 года отправился в полугодичную аренду в бельгийский «Беринген-Хойсден-Зольдер», который по итогам сезона занял предпоследние 17 место в чемпионате Бельгии и вылетел во Второй дивизион. После возвращения в «Аль-Хиляль» дважды становился обладателем Кубка наследного принца Саудовской Аравии, чемпионом и серебряным призёром первенства Саудовской Аравии.
В 2006 году стал игроком иранского «Абумослема», который выступал в чемпионате Ирана. В составе команды провёл 43 матча и забил 1 гол. Летом 2008 года перешёл в тегеранский «Персеполис», сыграв за команду 9 игр. Последним клубом в его карьере стал «Эстеглаль Ахваз», в составе которого он провёл 24 матча и забил 1 гол.

### Карьера в сборной
В национальной сборной Того дебютировал в 1996 году. Участник Кубка африканских наций 2000, который проходил в Гане и Нигерии. Нибомбе был заявлен под 14 номером. В своей группе сборная Того заняла последнее 4 место, уступив Кот-д’Ивуару, Гане и Камеруну, и покинула турнир. На турнире он провёл 2 матча.
В конце мая 2006 года главный тренер сборной Отто Пфистер вызвал Атсу на чемпионат мира 2006 в Германии, который стал первым мундиалем для Того в истории. Франк Атсу был заявлен под 21 номером. В групповом раунде Того заняло последнее 4 место, уступив Республике Корея, Франции и Швейцарии. На турнире Франк остался на скамейке запасных и ни провёл ни одного матча.
Всего за сборную Того он провёл 6 матча, по данным сайта transfermarkt он провёл 45 матчей и забил 1 мяч.

## Достижения
«Асанте Котоко»
- Серебряный призёр чемпионата Ганы (1): 2001
- Обладатель Кубка Ганы (1): 2001
- Финалист Кубка обладателей кубков КАФ (1): 2002

«Аль-Хиляль» (Эр-Рияд)
- Чемпион Саудовской Аравии (1): 2004/05
- Серебряный призёр чемпионата Саудовской Аравии (1): 2005/06
- Обладатель Кубка наследного принца Саудовской Аравии (2): 2004/05, 2005/06